# Françoise Seillier
Pour les articles homonymes, voir Seillier.
Françoise Seillier, née Boju le 30 janvier 1945 à Nantes, est une femme politique française, membre du Mouvement pour la France.

## Biographie
Agrégée de lettres classiques, elle est députée européenne du 1994 à 1999.
Elle est la femme du sénateur Bernard Seillier. Ils ont cinq enfants, dont Bruno et Étienne.